# Ganton
Ganton – wieś w Anglii, w hrabstwie North Yorkshire, w dystrykcie (unitary authority) North Yorkshire. Leży 47 km na północny wschód od miasta York i 299 km na północ od Londynu.